# کارداریگان (سده ششم)
کارداریگان از سپهبدهای شاهنشاهی ساسانی در اواخر قرن ششم بود که در نبرد ایران-بیزانس در ۵۷۲–۵۹۱ شرکت داشت. از آنجا که گفته شده او آن‌قدر پیر بوده‌است که در سال ۵۸۶ یک برادرزاده بزرگسال به نام فرهاد داشته‌است، مشخص نیست که آیا او همان سپهبد با نام یکسان است که در جنگ ایران و روم شرقی (۶۲۸–۶۰۲ میلادی) در ابتدای قرن هفتم شرکت داشته‌است یا نه. نام او در واقع یک نام افتخاری و به معنای «باز سیاه» است.

## زندگی‌نامه
کارداریگان، اولین بار در تاریخ در نقش فرمانده سپاه ایرانی در شمال میان‌رودان در اواخر سال ۵۸۲ ظاهر می‌شود که در آنجا به مقابله با سپاه بیزانسی که قصد اشغال ارزنن تحت فرماندهی جان میستاکون را داشتند، پرداخت و او را در جنگی در نزدیکی رودخانه نیمفیوس شکست داد. در یک لشگرکشی در سال سال ۵۸۳، او دژ آفومون را محاصره کرد، اما مجبور به ترک محاصره شد تا حمله بیزانسی‌ها به دژ تازه‌ساخت آکباس را دفع کند. در پاییز ۵۸۴، او که مشغول آماده‌سازی یورشی به قلمرو بیزانسی‌ها بود، مجبور شد تا به شرق رفته تا به مقابله با بیزانسی‌ها تحت فرماندهی فیلیپیکوس بپردازد. پیش از آنکه کارداریگان لشگرکشی‌اش را متوقف کند، فیلیپیکوس عقب‌نشینی کرده بود. در سال ۵۸۵، در حالی که فیلیپیکوس مریض شده بود، کارداریگان دست به تاخت و تاز زد، پایگاه نظامی بیزانس در مونوکارتون را به محاصره درآورد اما محاصره شکست خورد و او به سوی شمال تا سیلوان، مقر فیلیپیکوس پیشروی کرد؛ پس از اینکه صومعه‌ای را در نزدیکی آن شهر تاراج کرد، به قلمروهای ایران بازگشت.
در تابستان ۵۸۶، کارداریگان به ارتش فیلیپیکوس در سولاچون حمله کرد، و خودش شخصاً فرماندهی بخش مرکزی ارتش ایران را بر عهده داشت. این جنگ با شکستی سنگین به پایان رسید، هرچند که خود کارداریگان موفق به فرار شد اما بازماندگان سپاهش سختی بسیاری متحمل شدند، چرا که او پیش از شروع جنگ، تصمیم گرفته بود تا تمام ذخایر آب ارتش ایران را نابود کند و به این ترتیب ارادهٔ مردانش را برای پیروزی در جنگ بالا ببرد. با این وجود، در حالی که فیلیپیکوس اقدام به حمله به دژ کلومارون کرد، کارداریگان موفق شد تا سپاهی گرد هم آورد که عمدتاً از رعایای به زور به خدمت گرفته‌شده تشکیل شده بود. او سپس تا کلومارون پیشروی کرد و سپاهش را با مدافعان دژ متحد کرد و به این ترتیب ژنرال بیزانسی مجبور به پایان محاصره شد. از آن پس دیگر نامی از او در منابع نیامده است. مگر اینکه سپهبد دیگری با همان نام که در سال ۶۰۵ در منابع تاریخی سر برمی‌آورد را با او یکی در نظر بگیریم.